# Référendums de 2021 au Texas
Huit référendums ont lieu le 2 novembre 2021 au Texas.